# Waleed al-Jasem Mubarak
Waleed Muhammad al-Jasem Mubarak (* 18. November 1959; † 26. Mai 2025 in Paris, Frankreich) war ein kuwaitischer Fußballspieler. 

## Karriere
Waleed al-Jasem Mubarak gehörte dem al Kuwait SC an. Mit der Kuwaitischen Nationalmannschaft nahm er an den Olympischen Sommerspielen 1980 und an der Weltmeisterschaft 1982 teil. Außerdem gewann er mit der Nationalmannschaft bei den Asienspielen 1982 Silber und 1986 Bronze.